# Gustav Lehmann (Botaniker)
Franz Gustav Lehmann (* 12. Juni 1853 in Brück; † 7. März 1928 in Templin) war ein deutscher Pädagoge und Botaniker.

## Leben
Lehmann arbeitete mehrere Jahre lang als Präparand in Treuenbrietzen und war von 1873 bis 1874 Lehrer in Perleberg, anschließend bis 1876 in Köpenick und bis 1880 wieder in Perleberg. Er entdeckte 1873, dass bei Kuhwinkel unweit von Perleberg einige Pflanzen des Kleinen Helmkrauts Scutellaria minor vorkamen, die später lediglich in der Niederlausitz gefunden wurden.  Er war ab 1880 Lehrer am Joachimsthalschen Gymnasium. Er kam, gemeinsam mit seinem Schwiegersohn Friedrich Tobler, durch den Umzug der Schule 1912 nach Templin, wo er zu Lehr- und Versuchszwecken einen Botanischen Garten (Schulgarten) an der Schule anlegte (heutiger Lehmann-Garten). Für seine Verdienste wurde Gustav Lehmann am 29. Dezember 1913 der Titel „Professor“ verliehen.
Lehmann war 1912 eigentlich schon in den Ruhestand versetzt worden. Daher konnte er sich mit seinen klaren konzeptionellen Vorstellungen der Anlage und Gestaltung des neuen Gartens widmen. So stattete Lehman das Gelände mit Alpinum, Dünen-, Hügel-, Wiesen-, Moor- und Teichkulturen aus. Der fachkundige, aber dennoch bescheidene Mann, war sehr beliebt. Bei seinen Schülern wurde er liebe-, aber respektvoll „Papa-Lehmann“ oder kurz „Papalemann“ genannt.

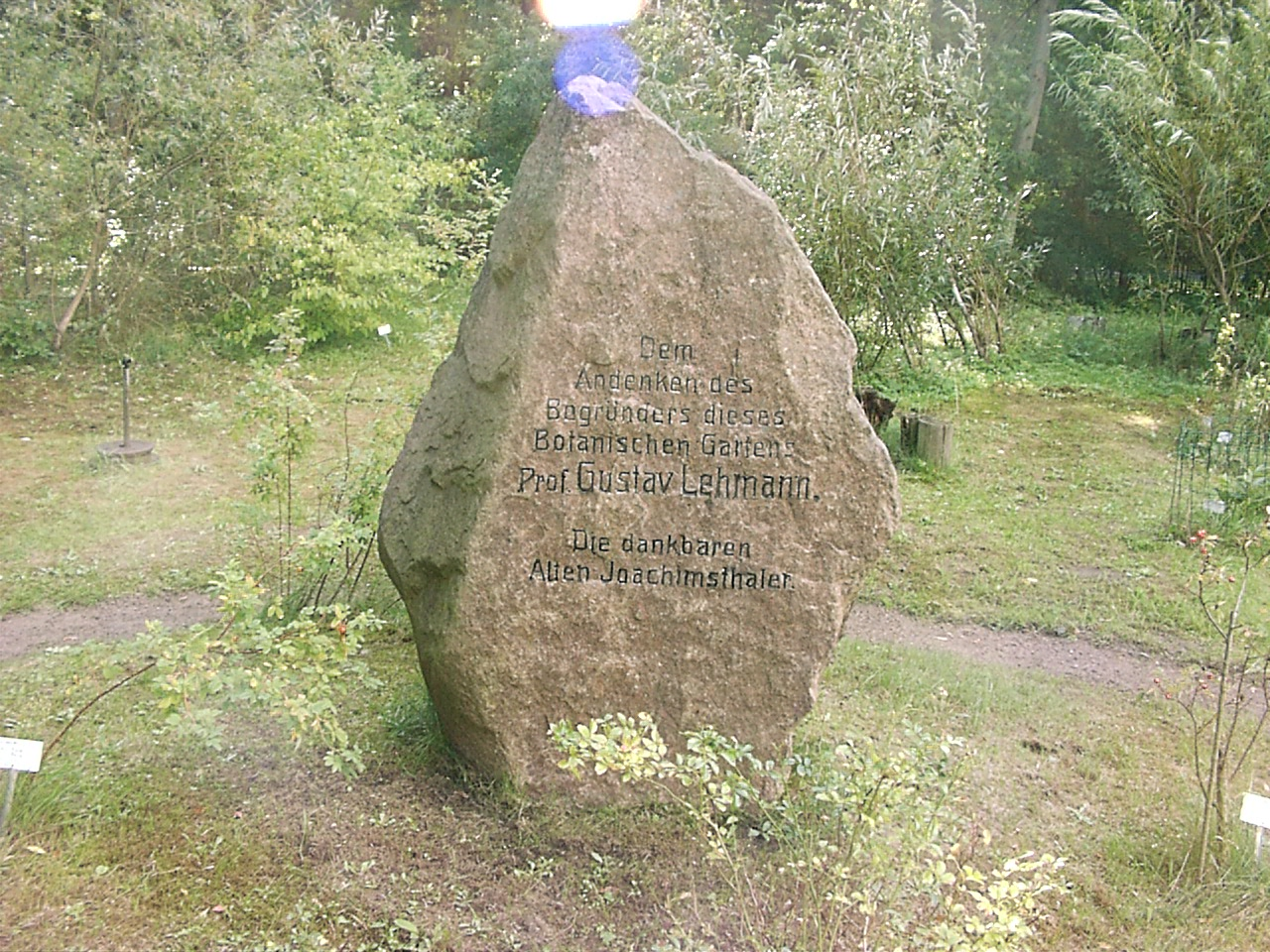
Gedenkstein für Prof. Gustav Lehmann im Lehmann-Garten.

Lehmann war seit 1873 verheiratet, er starb am 7. März 1928 und wurde in der Nähe des Botanischen Gartens beigesetzt. Sein Grab ist heute wieder vorhanden.

## Veröffentlichungen (Auswahl)
- Beiträge zu floristischen Beobachtungen aus der Prignitz 1883.
- Verzeichnis von Hutpilzen aus der Umgebung von Brück und Belzig. 1897.